# Zbiroh
Zbiroh (niem. Zbirow) − miasto w Czechach, w kraju pilzneńskim.
Według danych z 31 grudnia 2003 powierzchnia miasta wynosiła 3 194 ha, a liczba jego mieszkańców 4 654 osób.

## Demografia
| Rok             | 1970  | 1980  | 1991  | 2001  | 2003  |
| --------------- | ----- | ----- | ----- | ----- | ----- |
| Liczba ludności | 2 053 | 2 560 | 4 646 | 4 624 | 4 654 |

Źródło: Czeski Urząd Statystyczny